# لوسيل هوتون
لوسيل هوتون (بالإنجليزية: Lucille Hutton)‏ هي ممثلة أمريكية، ولدت في 1899 في إنديانا في الولايات المتحدة، وتوفيت في 7 نوفمبر 1979.

## وصلات خارجية
- لوسيل هوتون على موقع IMDb (الإنجليزية)
- لوسيل هوتون على موقع قاعدة بيانات الفيلم (الإنجليزية)